# Valle de la Becá
El valle de la Becá o valle de Bekaa (del árabe: سهل البقاع ‘[wādī l-Biqā‘]’) en libanés: [bʔaːʕ]) es una fértil depresión situada en la región este del Líbano, que da nombre a la gobernatura de Bekaa. Se encuentra a unos 30 km al este de Beirut, flanqueado por las cordilleras del Líbano y del Antilíbano. Se considera la prolongación más septentrional de la misma fractura geológica que origina el valle del Rift del Jordán, la cual se prolonga al sur por el valle del Jordán, el mar Muerto, el mar Rojo y el Gran Valle del Rift propiamente dicho.

## Historia
En la Edad del Bronce, el valle de Beqaa se conocía como Amqu. Si bien no se conoce con certeza la identidad de los habitantes, la región formaba parte del reino amorita de Amurru y Qatna entre 2000-1200 a. C. Al suroeste de Baalbek, se localizó Enišasi, una ciudad-estado mencionada durante la correspondencia de las cartas de Amarna de 1350-1335 a. C.
En la Edad del Hierro, el valle llegó a estar dominado por fenicios y arameos. Centro de un reino arameo en los siglos XI y X a. C., Aram-Zobah, y posiblemente fue la región natal de Hazael. El Bekaa también estuvo habitada por los itureanos, un pueblo posiblemente árabe o arameo.
En la antigüedad, la región era conocida como Coele Siria por los griegos y estuvo bajo el dominio de los seléucidas, con un breve período de autonomía bajo los itureos del Reino de Calcis en el 80 a. C. hasta el 64 a. C. Desde su base en Bekaa, los itureanos expandieron su territorio hasta incluir ciudades fenicias en la costa próxima a Byblos y amenazando a Damasco. Calcis finalmente fue absorbida por la Siria romana en 92 EC. El valle era de considerable importancia para los romanos como una de las regiones agrícolas más importantes de las provincias orientales, y era conocido por sus variados templos. La región también llamó la atención de la reina  de Palmira Zenobia, quien construyó las Canalizaciones que unen el valle con esta ciudad.

## Distritos y ciudades
Zahlé es la ciudad más grande y la capital administrativa de la gobernatura. Otras ciudades son Anjar, Baalbeck, Hermel y Jib Janine.

## Galería

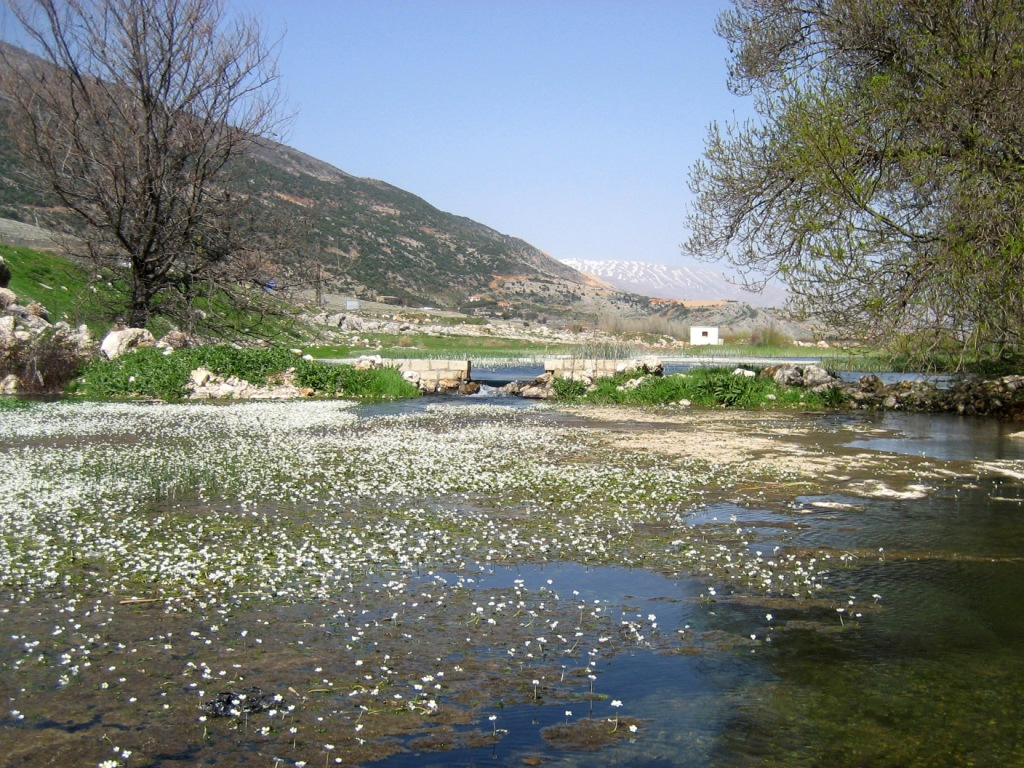
Aammiq Marsh en primavera
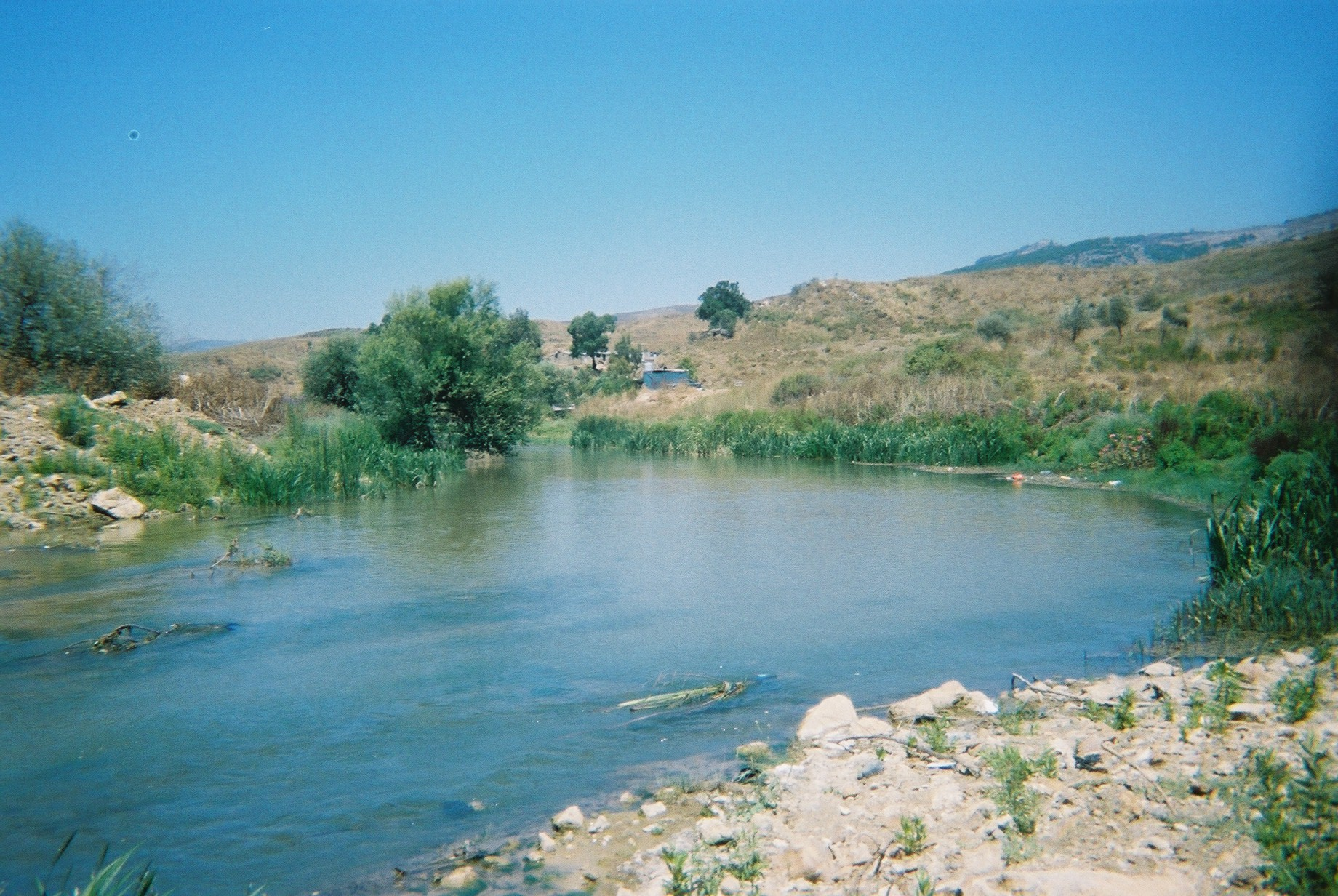
Sur del río Litani
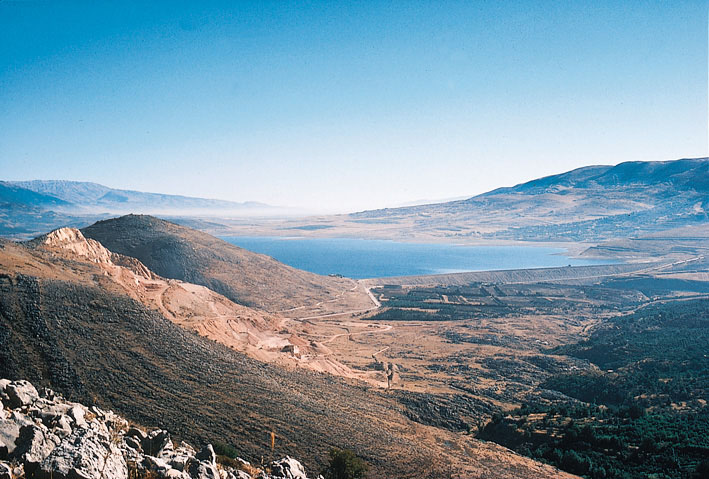
Lago Qaraoun
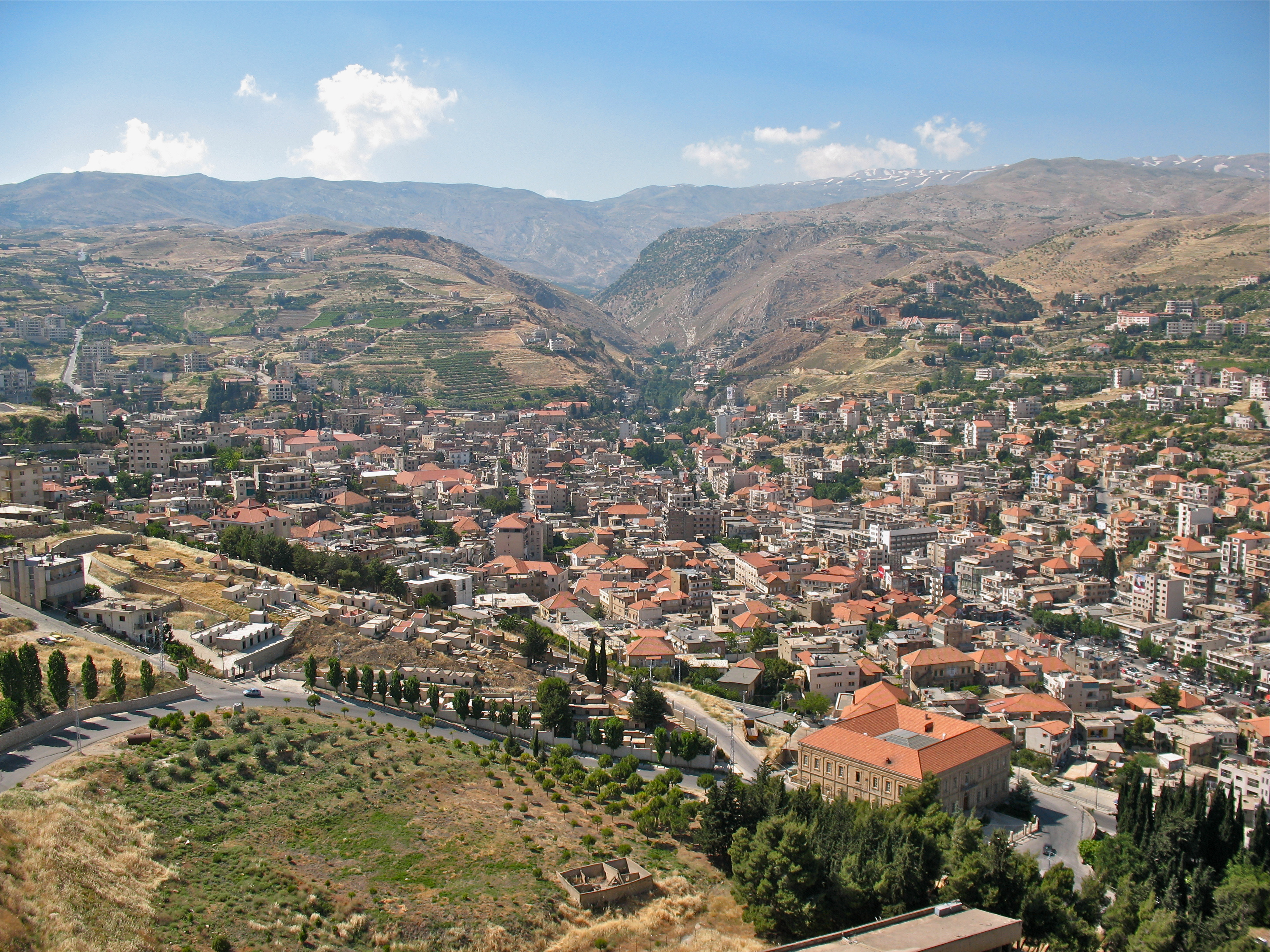
Zahlé